# Synagoga w Łodzi (ul. Zgierska 32)
Synagoga przy ulicy Zgierskiej 32 – synagoga funkcjonująca niegdyś w Łodzi, przy Zgierskiej 32, w podwórzu.
Podczas II wojny światowej niemieccy okupanci zdewastowali synagogę.
Parterowy budynek wzniesiono na planie wydłużonego prostokąta. Do wnętrza prowadzi osobne wejście, zaakcentowane płytkim ryzalitem i skromnie dekorowane w części szczytowej. Budynek z wysokim podpiwniczeniem oraz niewielkim poddaszem. Okna wąskie i wysokie. Całość przykrywa jednospadowy dach. Obecnie wnętrze dzielą ścianki z dykty i służy ono celom mieszkalnym.